# لندکو (کالیفرنیا)
لندکو (به انگلیسی: Landco) یک منطقهٔ مسکونی در ایالات متحده آمریکا است که در شهرستان کرن، کالیفرنیا واقع شده‌است. لندکو ۱۲۲ متر بالاتر از سطح دریا واقع شده‌است.